# ТВ Далмација
ТВ Далмација је локална хрватска телевизија, која је покренута 28. маја 2001. године.
Телевизија се емитује од Трогира на северу, све до Макарске на југу, и то чини 310.000 потенцијалних гледалаца. Главно средиште телевизије је на спортском стадиону Пољуду, у Сплиту. На програму се као обично емитују теленовеле, филмови, емисије и вести.